# Philipp Wilhelm (Oranien)

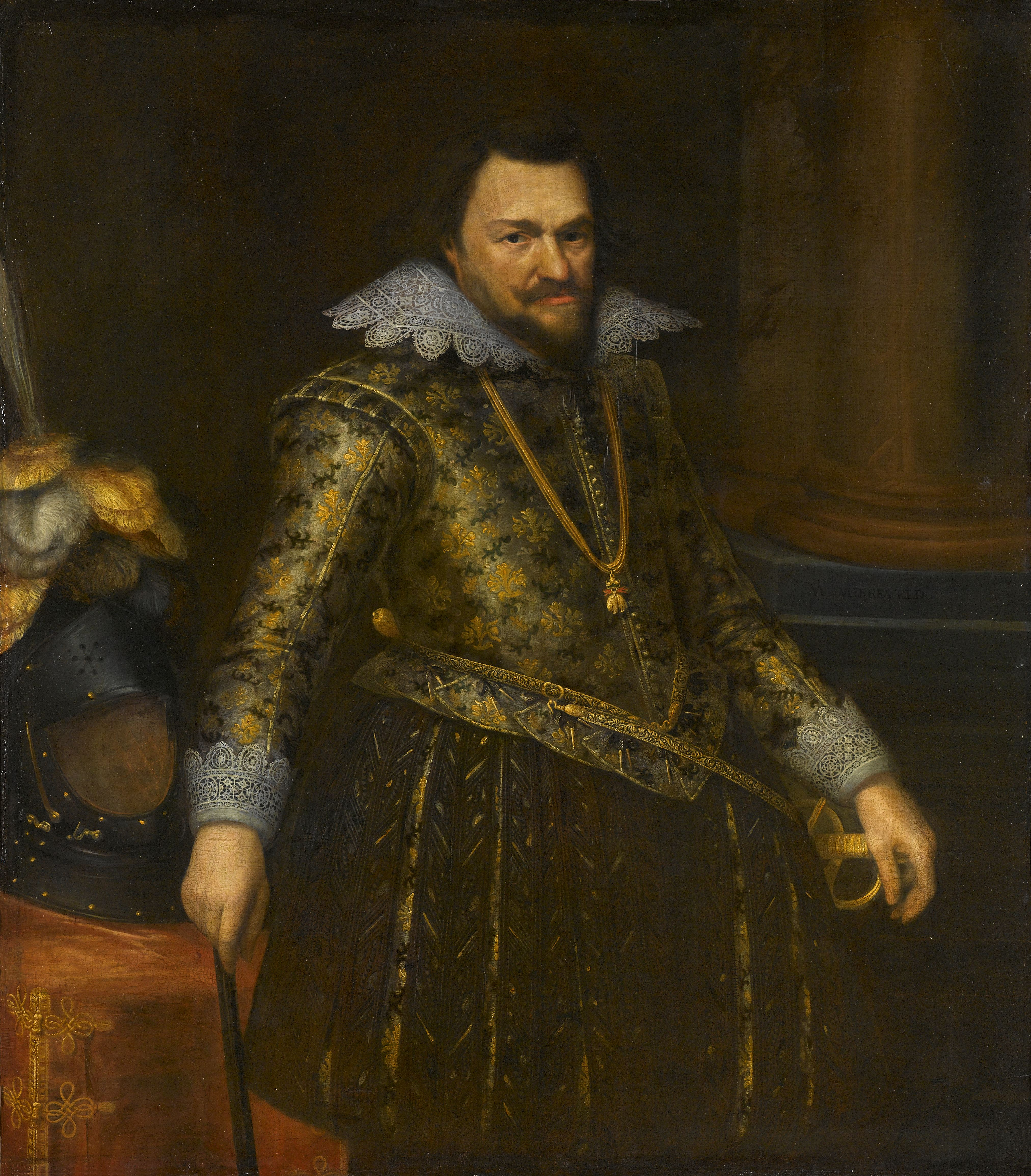
Philipp Wilhelm von Oranien, Gemälde von Michiel van Mierevelt, Rijksmuseum Amsterdam

Philipp Wilhelm von Oranien-Nassau (* 19. Dezember 1554 in Buren; † 20. Februar 1618 in Brüssel) war Fürst von Oranien, Graf von Nassau, Katzenelnbogen, Vianden, Büren, Leerdam, Baron von Breda und Vrijheer von Jaarsveld etc.

## Leben

### Kindheit und Jugend
Philipp Wilhelm war der älteste Sohn von Wilhelm I. von Oranien und dessen erster Gemahlin Anna von Egmond (1533–1558). Benannt wurde er nach seinem Vater und nach König Philipp II. Er und seine Schwester Maria sollten die einzigen Kinder dieser Ehe bleiben. Nach dem frühen Tod seiner Mutter erbte er die Grafschaft Büren. Seine Schwester und er wurden in die Obhut der niederländischen Statthalterin Maria von Ungarn gegeben.
1566 begann er seine Studien an der Universität Löwen, wurde hier vom spanischen Statthalter Alba besucht, weshalb man glaubte, deren Verhältnis wäre freundschaftlich. Sein Vater floh ein Jahr später vor dem Terror des Herzogs von Alba in den Niederlanden, nachdem dieser die Grafen Egmond und Horn inhaftieren ließ. Begleitet von seiner Tochter Maria, reiste er, ein Familientreffen vorschützend, zu den Verwandten nach Dillenburg. Philipp Wilhelm verblieb in Löwen, da sein Vater den jungen Prinzen hier in Sicherheit glaubte.

### Geiselhaft in Spanien

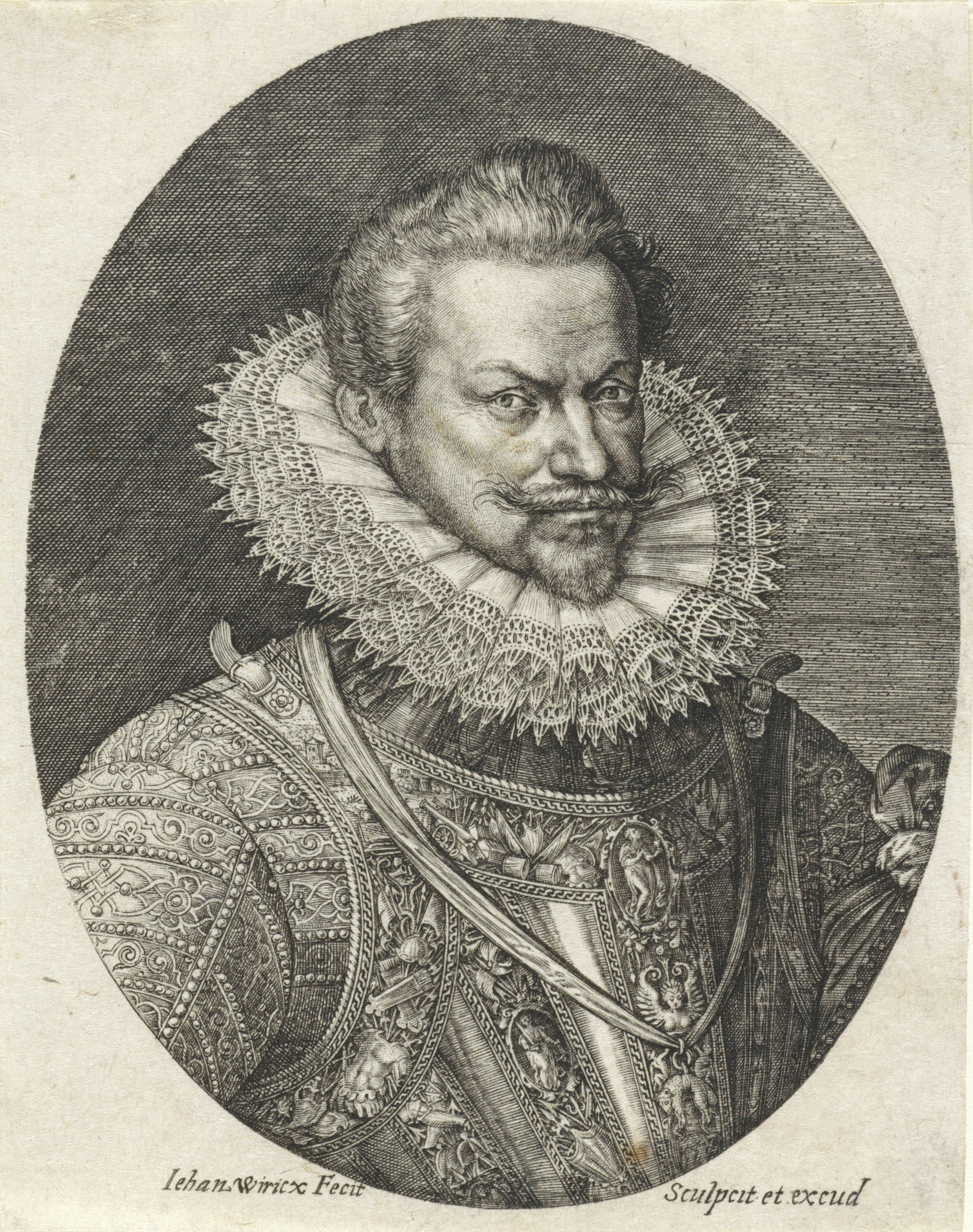
Johannes Wierix: Porträt des Fürsten Philipp Wilhelm von Oranien

Auf Anraten des Kardinals Granvella wurde Philipp Wilhelm am 14. Februar 1568 aus den Niederlanden entfernt und nach Spanien gebracht. Die Proteste seines Vaters bei Alba und Kaiser Maximilian II. blieben ergebnislos.
Im Frühling 1568 kam er in Spanien an und durfte hier an der Universität Alcalá de Henares seine Studien fortsetzen. Philipp Wilhelm sprach bald sechs Sprachen fließend. Offensichtlich war es ihm hier auch gestattet zu jagen, zu tanzen und Geliebte zu haben. Obwohl  ihm der Kontakt zu seiner Familie verboten war, war es ihm gelungen, einige Male heimlich an seinen Vater zu schreiben. Nachdem diese Korrespondenz offenbar wurde, brachte man Philipp Wilhelm nach Arévalo unter etwas strengeren, aber immer noch freizügigen Bedingungen. Dem spanischen König, den er auch im Escorial besuchen durfte, verhielt sich Philipp Wilhelm gegenüber loyal.
Er wurde 1584 nach der Ermordung seines Vaters Nachfolger als Fürst von Oranien. Die Nachfolge als Statthalter von Holland trat aber sein Halbbruder Moritz von Oranien an, während seine Schwester Maria die mütterlichen Güter verwaltete und ihm jährlich einen Geldbetrag zusandte.

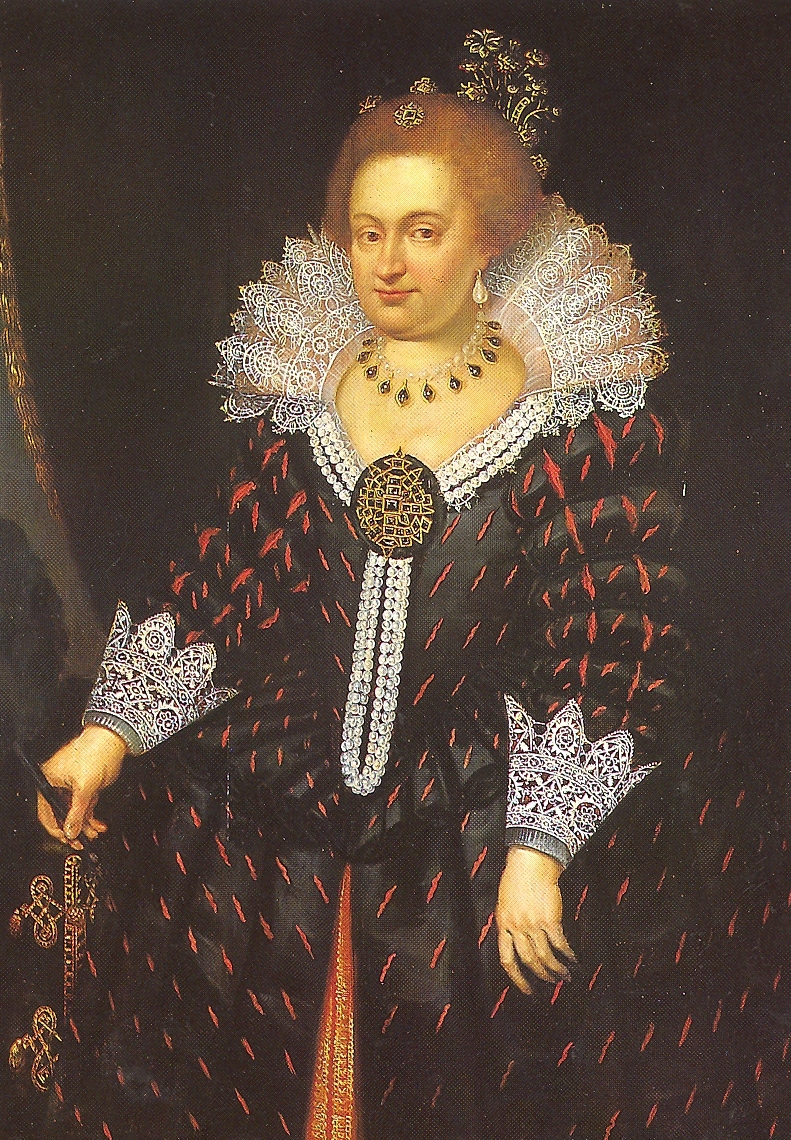
Prinzessin Eleonore de Bourbon-Condé

1595 gestattete man Philipp Wilhelm, Erzherzog Albrecht, den neuen Generalgouverneur in die Niederlande zu begleiten. Er wurde am 4. September 1595 aus seiner Haft in Schloss Arévalo entlassen. Am 3. November 1595 schrieb „Philippus Guilelmus a Nassau princeps Auraia comes Buranus“ sich auf der Rückreise aus Spanien in die Heimat zusammen mit seinem Sekretär Robert von Moens in Rom in das Bruderschaftsbuch des Collegio Teutonico di Santa Maria dell’Anima ein.

### Rückkehr in die Niederlande
Am 11. Februar 1596 erreichte er mit dem Erzherzog Brüssel und betrat nach 28 Jahren wieder die Niederlande, wo er aber immer noch spanischen Auflagen unterworfen war. Zunächst unterstützte er Erzherzog Albrecht bei seinem Angriff auf Calais. Ohne Wissen ihres Halbbruders Moritz traf der Prinz seine Schwester erstmals in Kleve wieder.
1598 traf er mit Stiefmutter Louise de Coligny in Paris zusammen, die Einfluss auf ihn gewann und ihn von Spanien weg, näher an Frankreich heranführte und auch ein französisches Eheprojekt vorschlug. Er heiratete später auch 1606 Éléonore de Bourbon-Condé (1587–1619), die Tochter des Fürsten Heinrich de Condé, was zu Verstimmungen mit Erzherzog Albrecht führte. Die Ehe war glücklich, blieb aber kinderlos.
Nachdem Moritz Erzherzog Albrecht in der Schlacht von Nieuwpoort 1600 besiegt hatte, blieb Philipp Wilhelm in dessen Diensten. Die Beziehung der Halbbrüder litt auch durch den Streit um das väterliche Erbe. Erst 1609 konnte König Heinrich IV. von Frankreich sie miteinander versöhnen. Im Gegenzug vermittelte Philipp Wilhelm erfolgreich zwischen Moritz und dessen Schwester Emilia. Heinrich IV. garantierte Philipp Wilhelm auch die volle Souveränität für sein Fürstentum Orange.
Philipp Wilhelm starb im Jahr 1618 ohne Erben. Sein Bruder Moritz wurde, dem letzten Willen Philipp Wilhelms entsprechend, Fürst von Oranien.